# 卢叔虎
卢叔虎（？—577年），范阳郡涿县（今河北省涿州市）人，唐代史籍为唐太祖李虎避讳，改名为叔彪（《北史》）或叔武（《北齐书》）。盧光宗之子，卢文伟从子。
卢叔虎在洛陽与兄长卢观、卢仲宣以文章才能知名。豪爽机敏，喜欢谈兵法。好奇策，仰慕諸葛亮。北魏末年，为贺拔胜荆州开府长史。贺拔胜不用卢叔虎的计策，弃城败奔南朝梁。卢叔虎回到涿县，临堤築居所，过着归隐的生活。高澄征辟卢叔虎出仕，卢叔虎称病而辞。550年，北齐建立，再次征召，卢叔虎穿着布衣、坐着露車入鄴都（今河北省临漳县西南），面见楊愔，担任司徒諮議，又称病不受。
560年（皇建元年），齐孝昭帝高演即位，被任为太子中庶子，加銀青光禄大夫。孝昭帝諮問他世情，卢叔虎劝他出讨北周。提出北周平定之策，在西境平陽（今山西省临汾市）设立重镇，与北周的蒲州抗衡，他和元文遙編纂《平西策》一卷。孝昭帝驾崩，西征计划中止。
561年（大寧元年），齐武成帝高湛即位，卢叔虎任儀同三司、都官尚書，出为合州刺史。齐后主武平年間，转任太子詹事、右光禄大夫。在乡时有粟千石，乡人没有粮食，可自取自偿。在邺为官清贫，自奉俭约。著作郎魏收修史，常以洛京旧事相问。577年（承光元年），北齐滅亡，回到故乡范陽，兵乱城陷，卢叔虎与族弟卢士邃饥寒而死。北周将軍宇文神举慕卢叔虎之德，将他收葬。

## 延伸阅读
[在维基数据编辑]
 《北齊書·卷42》，出自李百药《北齊書》